# Bahnhof Shin-Yurigaoka
Der Bahnhof Shin-Yurigaoka (jap. 新百合ヶ丘駅, Shin-Yurigaoka-eki) ist ein Bahnhof auf der japanischen Insel Honshū. Er wird von der Bahngesellschaft Odakyū Dentetsu betrieben und befindet sich in der Präfektur Kanagawa auf dem Gebiet der Stadt Kawasaki, genauer im Bezirk Asao-ku.

## Verbindungen
Shin-Yurigaoka ist ein Trennungsbahnhof an der Odakyū Odawara-Linie von Shinjuku im Zentrum Tokios nach Odawara. Von dieser zweigt die Odakyū Tama-Linie nach Karakida ab. Beide Linien werden von der Bahngesellschaft Odakyū Dentetsu betrieben. In Shin-Yurigaoka halten knapp ein Drittel aller zuschlagpflichtigen Romancecar-Schnellzüge. Sie verbinden Shinjuku mit Hakone-Yumoto, Gotemba und Katase-Enoshima, wobei das Angebot an Wochenenden und Feiertagen größer ist als an Werktagen. Ebenso halten hier sämtliche Eilzüge in und aus Richtung Odawara oder Katase-Enoshima. Stadteinwärts werden die Zuggattungen Semi-Express und Commuter Semi-Express in Yoyogi-Uehara zur Chiyoda-Linie der U-Bahn Tokio durchgebunden. Nahverkehrszüge auf der Odawara-Linie verbinden in der Regel Shinjuku mit Hon-Atsugi. Insgesamt werden je Richtung tagsüber 15 oder 16 Züge stündlich angeboten, während der morgendlichen Hauptverkehrszeit bis zu 29. Nahverkehrs- und Eilzüge auf der Tama-Linie von und nach Karakida sind fast vollständig in die Odawara-Linie integriert, wobei die Endstation stets Shinjuku ist; ein Umsteigen in Shin-Yurigaoka ist nur in seltenen Fällen erforderlich. An Werktagen werden tagsüber sechs bis neun Züge je Stunde angeboten, während der Hauptverkehrszeit zehn bis zwölf.
Shin-Yurigaoka ist auch eine bedeutende Drehscheibe des lokalen und regionalen Busverkehrs. Auf dem südlichen Bahnhofsvorplatz befindet sich ein Busterminal mit neun Haltestellen. Diese werden von über zwei Dutzend Linien des Verkehrsamts der Stadt Kawasaki und der Gesellschaft Odakyū Bus bedient, hinzu kommen zwei Flughafenzubringer der Gesellschaften Keihin Kyūkō Bus und Keisei Bus.

## Anlage
Der Bahnhof steht an der Grenze zwischen den Stadtteilen Manpukuji im Norden und Kamiasao im Süden, die beide zum Bezirk Asao-ku der Stadt Kawasaki gehören. Die Gegend rund um den Bahnhof wurde als Unterzentrum und Geschäftsviertel von regionaler Bedeutung konzipiert. Hier befinden sich unter anderem Einkaufszentren von Æon und MYLORD, ein OPA-Modekaufhaus, ein Multiplex-Kino, eine Einkaufsstraße, zwei Kulturzentren, eine Außenstelle der Showa-Hochschule für Musik, mehrere Schulen und ein Krankenhaus.
Die Anlage ist von Nordosten nach Südwesten ausgerichtet und besitzt sechs Gleise, die alle dem Personenverkehr dienen. Sie liegen in einem Einschnitt an drei vollständig überdachten Mittelbahnsteigen. Das Empfangsgebäude besitzt die Form eines breiten Reiterbahnhofs, der sich über die gesamte Anlage spannt. Der Zugang erfolgt mittels Treppen, Rolltreppen und Aufzügen. Die ebenerdige Verteilerebene enthält verschiedene Läden und Dienstleistungen. Von dort aus sind die Bahnhofsvorplätze an der Nord- und Südseite erreichbar, die beide von mehreren Hochhäusern gesäumt werden.
Im Fiskaljahr 2019 nutzten durchschnittlich 64.473 Fahrgäste täglich den Bahnhof.

## Bilder

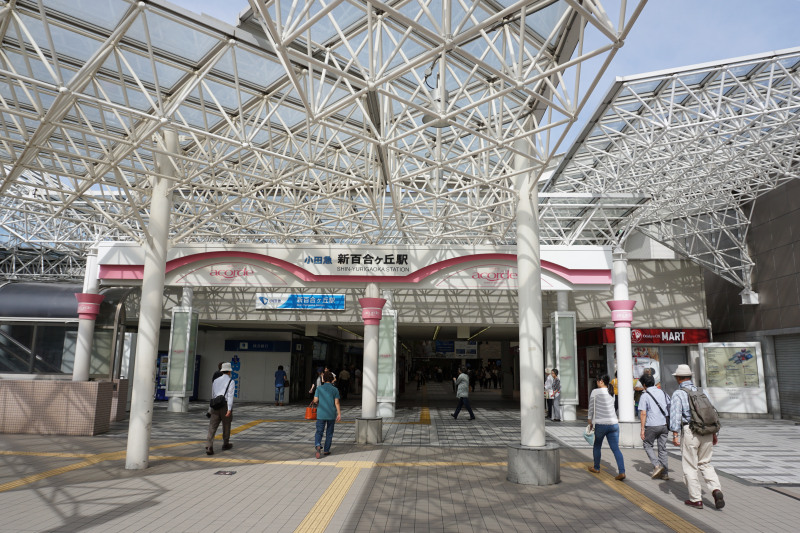
Eingangsbereich
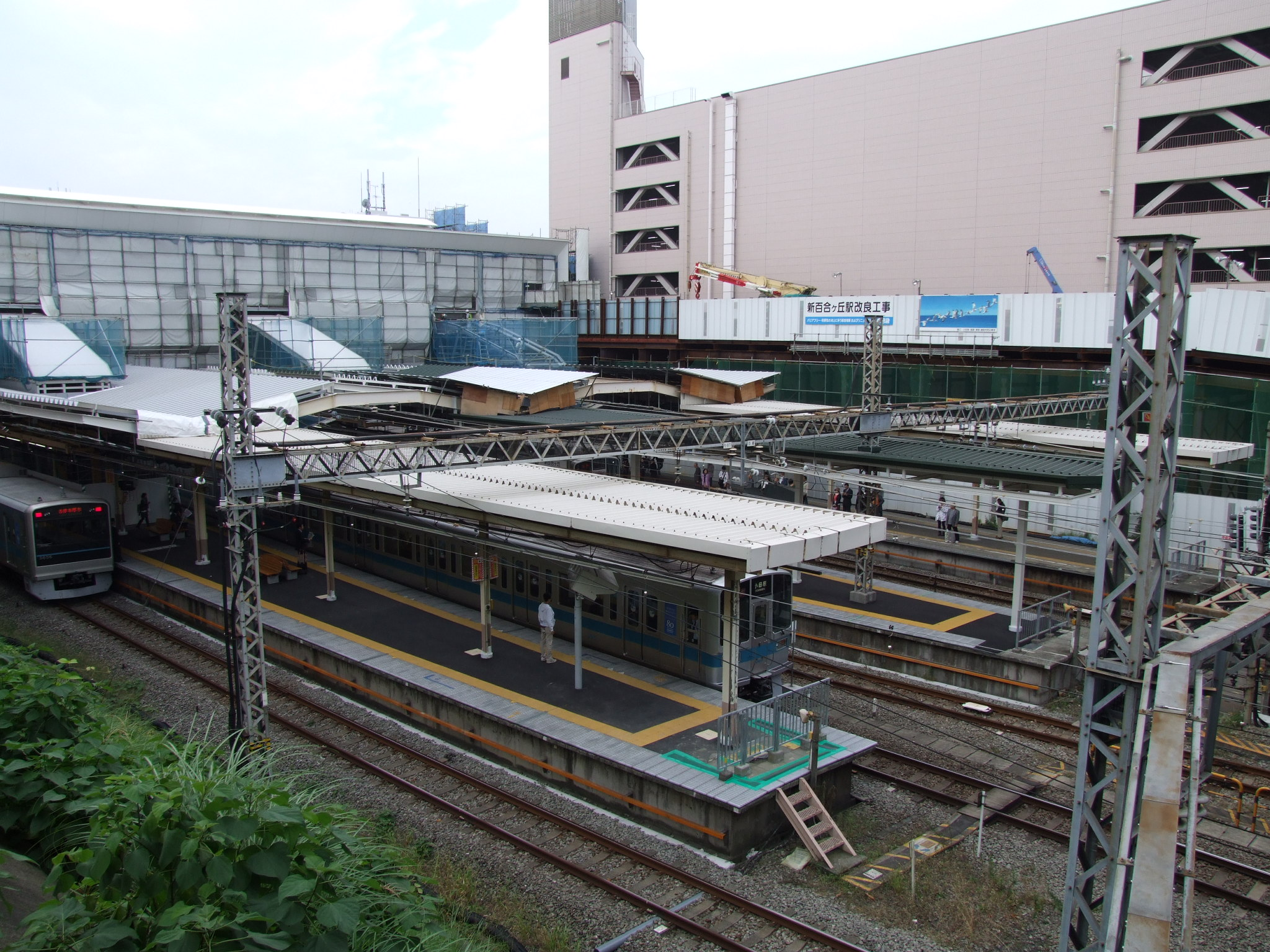
Ansicht der Bahnsteige
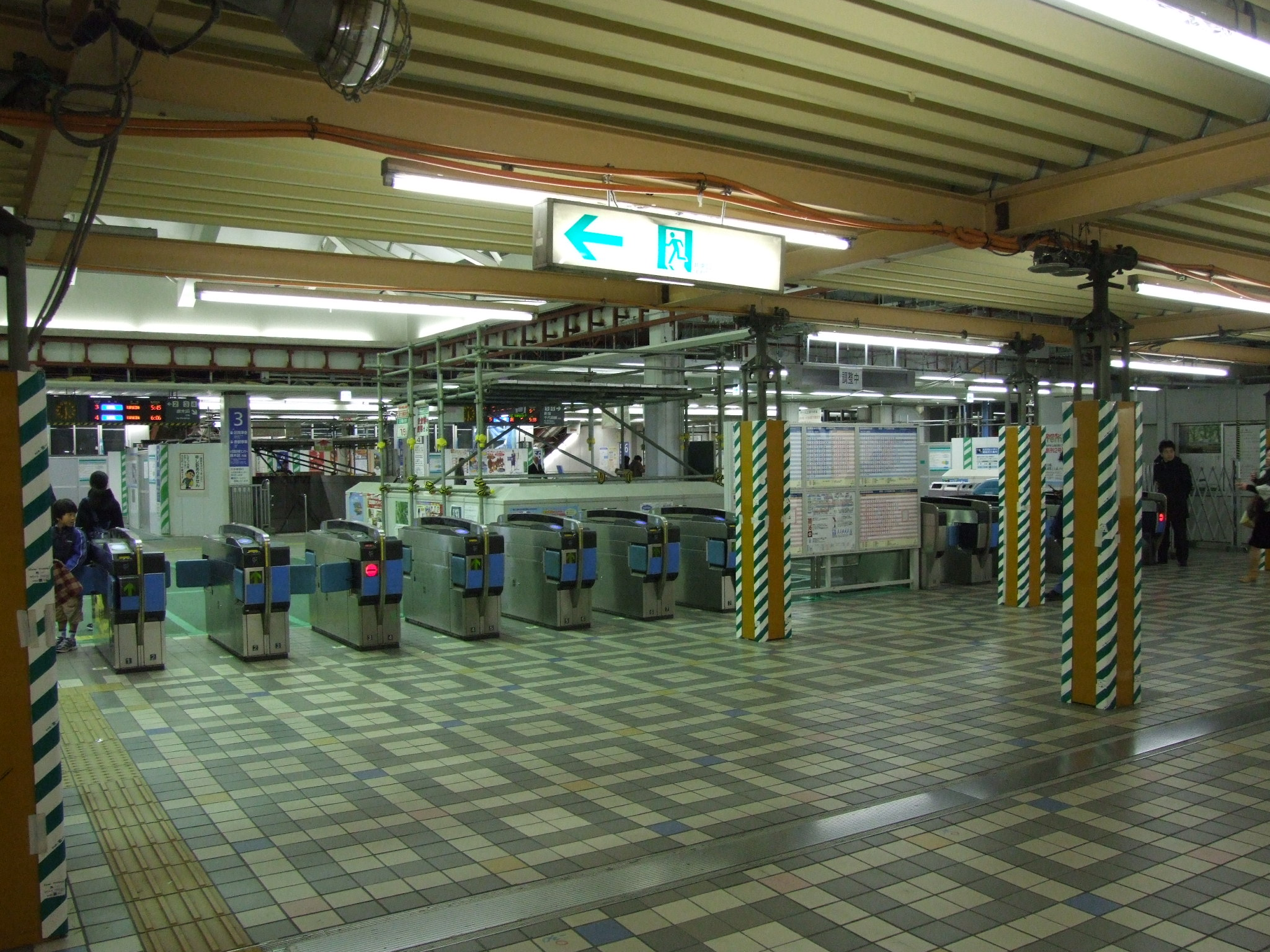
Verteilerebene
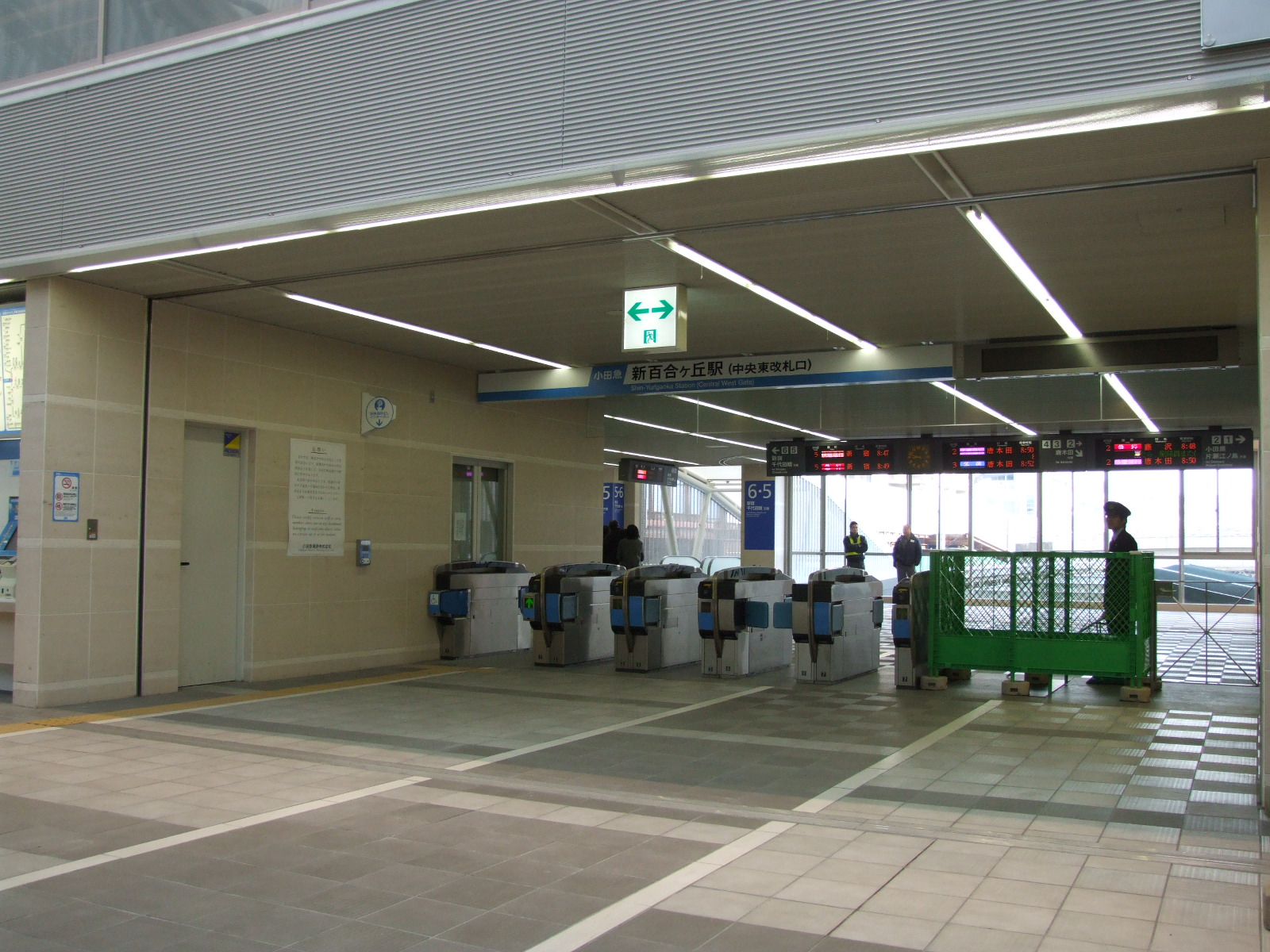
Östlicher Ausgang
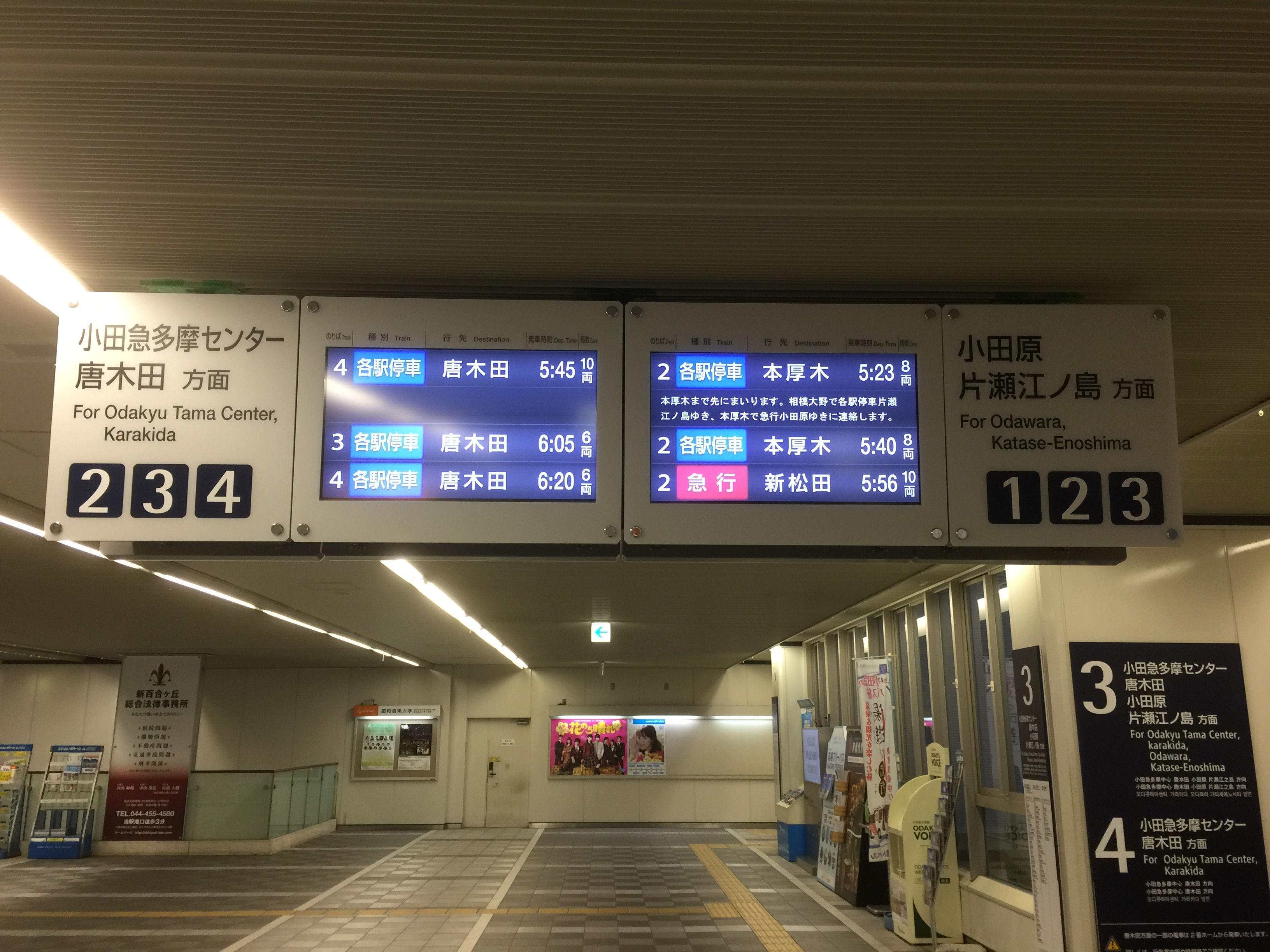
Anzeige in der Nähe des Ticketschalters

## Gleise
| 1/2 | ▉ Odakyū Odawara-Linie | Sagami-Ōno • Ebina • Odawara / Katase-Enoshima |
| 3/4 | ▉ Odakyū Tama-Linie    | Tama-Center • Karakida                         |
| 5/6 | ▉ Odakyū Odawara-Linie | Seijōgakuen-mae • Yoyogi-Uehara • Shinjuku     |

## Linien
| Verlauf der Odakyū Odawara-Linie |
| --- |
| Shinjuku • Minami-Shinjuku • Sangūbashi • Yoyogi-Hachiman • Yoyogi-Uehara • Higashi-Kitazawa • Shimo-Kitazawa • Setagaya-Daita • Umegaoka • Gōtokuji • Kyōdō • Chitose-Funabashi • Soshigaya-Ōkura • Seijōgakuen-mae • Kitami • Komae • Izumi-Tamagawa • Noborito • Mukōgaoka-Yūen • Ikuta • Yomiuriland-mae • Yurigaoka • Shin-Yurigaoka • Kakio • Tsurukawa • Tamagawagakuen-mae • Machida • Sagami-Ōno • Odakyū-Sagamihara • Sōbudai-mae • Zama • Ebina • Atsugi • Hon-Atsugi • Aikō-Ishida • Isehara • Tsurumaki-Onsen • Tōkaidaigaku-mae • Hadano • Shibusawa • Shin-Matsuda • Kaisei • Kayama • Tomizu • Hotaruda • Ashigara • Odawara |

| Verlauf der Odakyū Tama-Linie                                                                           |
| --- |
| Shin-Yurigaoka • Satsukidai • Kurihira • Kurokawa • Haruhino • Odakyū-Nagayama • Tama-Center • Karakida |

## Geschichte
1927 hatte die Bahngesellschaft Odakyū Dentetsu die Odakyū Odawara-Linie zwischen Shinjuku und Odawara eröffnet, doch fast ein halbes Jahrhundert lang fuhren die Züge hier ohne Halt durch, da die hügelige Gegend damals ländlich geprägt und dünn besiedelt war. Im Zusammenhang mit der Entstehung der weiter westlich gelegenen Planstadt Tama New Town erarbeiteten die Bahngesellschaft und die lokalen Behörden zu Beginn der 1970er Jahre gemeinsam einen Flächennutzungsplan, um das Gebiet Shin-Yurigaoka zu einem verdichteten Unterzentrum zu entwickeln und so die Zersiedelung zu verhindern. Hier sollte auch eine neu zu errichtende Stichstrecke zur Tama New Town abzweigen. Die Odawara-Linie führte im Bereich der vorgesehenen Abzweigung durch enge S-Kurven. Um einen späteren möglichen Flaschenhals von vornherein zu verhindern, entschieden die Planer, die Trasse zu strecken und den neuen Trennungsbahnhof Shin-Yurigaoka zu errichten.
Am 1. Juni 1974 erfolgte gleichzeitig die Eröffnung des Bahnhofs und der Odakyū Tama-Linie in Richtung Tama-Center. Der Bahnhof lag zunächst „auf der grünen Wiese“, doch 1977 begann die Umsetzung des Stadtplanungskonzeptes. Zwar war die Tama-Linie von Anfang an zweigleisig, doch aufgrund von Engpässen auf der Odawara-Linie war es nicht möglich, durchgehende Züge von und nach Shinjuku anzubieten. Aus diesem Grund mussten die Fahrgäste jeweils in Shin-Yurigaoka umsteigen, was einen beträchtlichen Wettbewerbsnachteil gegenüber der Keiō Sagamihara-Linie bedeutete. Mit dem um mehr als zwei Jahrzehnte verzögerten viergleisigen Ausbau der Odawara-Linie schuf Odakyū die Voraussetzungen für umsteigefreie Verbindungen zwischen Shinjuku und der Tama-Linie. Diese wurden ab 2. Dezember 2000 angeboten und im Laufe der Jahre sukzessive ausgebaut.